# Martha Summerhayes

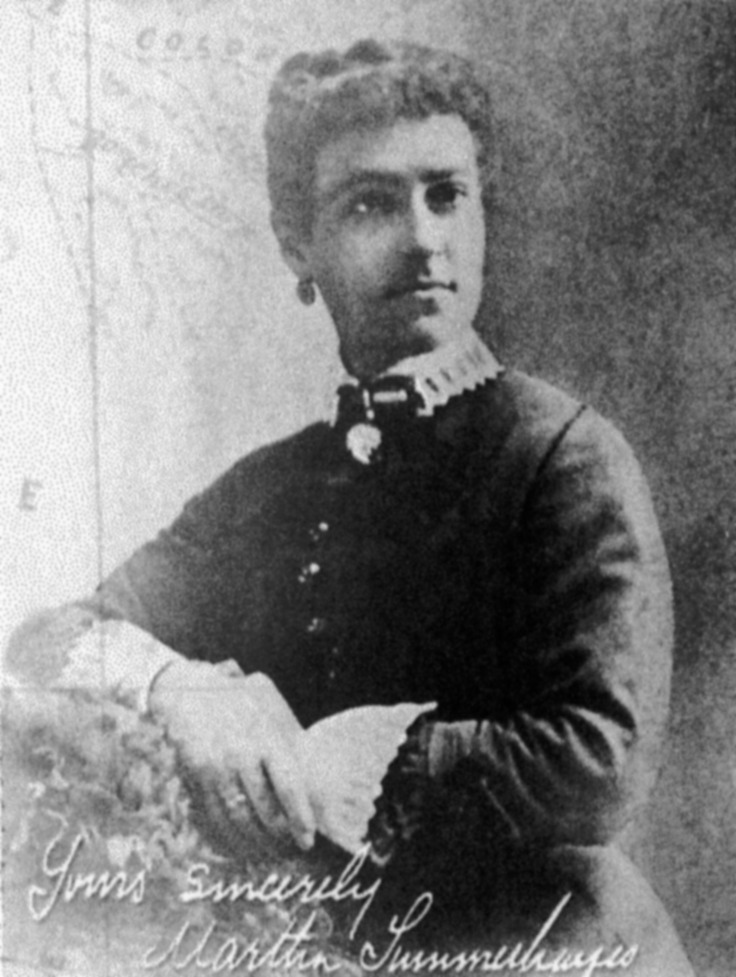
Summerhayes

Martha Summerhayes (* 1844 als Martha Dunham; † 11. Mai 1926) war eine US-amerikanische Autorin. Bekannt wurde sie durch ihre 1908 unter dem Titel Vanished Arizona veröffentlichten Erinnerungen, in denen sie ihre Erlebnisse im „Wilden Westen“ Amerikas der 1870er Jahre schildert. 

## Leben
Summerhayes kam 1844 zur Welt. 1871 reiste sie für zwei Jahre nach Deutschland und lebte in Hannover im Haushalt eines ehemaligen Stadtkommandanten, Generalleutnant Weste.  Nach ihrer Rückkehr in die USA heiratete sie im März 1874 den Offizier John W. Summerhayes (1835–1911), der bereits im Amerikanischen Bürgerkrieg gekämpft hatte. Einen Monat später begab sie sich mit ihrem Ehemann zu dessen Regiment nach Fort Russel bei Cheyenne in Wyoming. Summerhayes, die an das zivilisierte Leben der nordamerikanischen Ostküste gewöhnt war, betrat hierbei zum ersten Mal den „Wilden Westen“. Im Juni desselben Jahres brach das Regiment nach Arizona auf, damals ein kaum erkundetes Wüstengebiet. Die folgenden Jahre verbrachte Summerhayes an der Seite ihres Mannes hauptsächlich in Arizona sowie später Kalifornien, New Mexico und Texas. Schließlich wurde ihr Mann 1892 zurück nach New York beordert, wo er 1898 bei Ausbruch des Spanisch-Amerikanischen Krieges im Nachschub eingesetzt wurde. Zwei Jahre später ging er im Rang eines Majors in den Ruhestand.
1908 veröffentlichte sie ihre Erinnerungen unter dem Titel Vanished Arizona („Verschwundenes Arizona“), die sich zu einem Bestseller entwickelten. Summerhayes starb 1926, ihr Grab und das ihres Mannes befindet sich auf dem Nationalfriedhof Arlington bei Washington, D.C.
Aus tennishistorischer Sicht interessant ist eine Anekdote in Summerhayes Bericht, nach der im Oktober 1874 eine befreundete Offiziers-Ehefrau, Ella Wilkins Bailey, bei Camp Apache in der Nähe des heutigen Tucson in Arizona Tennis gespielt haben soll. Dies gilt als eines der frühesten Erwähnungen eines modernen Tennisspiels auf amerikanischem Boden. Die hierfür benötigten Sets, bestehend aus Schlägern, Bällen und einem Netz, wurden erst ab Februar 1874 in England verkauft.